# Marco Jaime
Marco Tulio Jaime (Nevada, Estados Unidos, 20 de enero de 1996) es un beisbolita méxico-estadounidense que juega como outfeilder y su actual equipo es Cañeros de Los Mochis de la Liga Mexicana del Pacífico.

## Debut
Aún no debuta en Primera División

## Trayectoria
Marco César Jaime juega futbol desde la secundaria, de donde partió a Monacas de 4.ª división.
Después se fue al Toluca, donde estuvo registrado en 3.ª división, donde fue detectado por el cuerpo técnico de la selección nacional sub-18.
Empezó a destacar con Toluca en Fuerzas Básicas Sub-17 y Sub-20, hasta ser tomado en cuenta por José Saturnino Cardozo para hacer trabajos de pretemporada rumbo al Torneo Apertura 2015, fue junto con Ramón Pasquel, Heriberto Vidales, Aldo Benítez, Gustavo Castillo, Josimar Heredia, Diego Gama, Alexis Vega y Martín Abundis los jóvenes revelación para el estratega paraguayo, quien no dudó ni un instante para registrarlos con el primer equipo para los Torneos: Apertura 2015 y Clausura 2016. 
Con un gran paso y excelente nivel, al llegar el nuevo estratega de los "Diablos Rojos", el argentino Hernán Cristante lo toma de nuevo en cuenta para trabajos de pretemporada, con la intención de que sea una futura estrella de Toluca y el Fútbol Mexicano, le da oportunidad de jugar con el primer equipo en los amistosos contra la Selección de Fútbol de Acapulco, Toluca Premier de Segunda División, Correcaminos de la UAT, Selección Mexicana Sub-23 para mayor proyección futbolística y debutar pronto en Primera División.

## Selección nacional
Formó parte de la Selección Nacional de México Sub-18 donde logró dos títulos En Holanda e Irlanda en 2013.

## Clubes
| Club                       | País           | Año           |
| -------------------------- | -------------- | ------------- |
| Deportivo Toluca           | México         | 2012 - 2017   |
| Las Vegas Lights FC        | Estados Unidos | 2018 - 2019   |
| Deportivo Coras de Nayarit | México         | 2019 - Actual |

## Palmarés

### Campeonatos "amistosos" Selección
| Título              | Equipo | Sede    | Año  |
| ------------------- | ------ | ------- | ---- |
| Torneo ADO Den Haag | México | Holanda | 2013 |
| Milk Cup            | México | Irlanda | 2013 |